# Michel Schneider
Pour les articles homonymes, voir Schneider.
Michel Schneider, né le 28 mai 1944 à Dammarie-les-Lys et mort le 21 juillet 2022 à Villejuif, est un haut fonctionnaire, écrivain et psychanalyste français.

## Biographie

### Carrière
Ancien élève de l'ENA, Michel Schneider commence sa carrière à la direction de la prévision du ministère de l'Économie et des Finances en 1971.
Il est nommé conseiller référendaire à la Cour des comptes en 1981. Il est directeur de la musique et de la danse au ministère de la Culture de 1988 à 1991, dans les deux gouvernements de Michel Rocard. Il prend sa retraite de la Cour des comptes comme conseiller maître en 2009.

### Œuvre littéraire
Michel Schneider est l'auteur d'ouvrages portant notamment sur la musique (Glenn Gould, Schumann), la psychanalyse ainsi que de romans. Comme une ombre raconte l'histoire de deux frères dont l'aîné reste marqué à jamais par la guerre d'Algérie et finit dans la misère psychologique et sociale.
Il collabore au magazine Le Point en tant que critique musical et littéraire.
Briguant la succession de Bertrand Poirot-Delpech, il obtient dix voix lors de l'élection à l'Académie française, le 7 février 2008, et n'est pas élu.

### Famille
Michel Schneider est le fils de Laurent Schneider, héritier d'une lignée de brasseurs alsaciens (Ernest Schneider et David Gruber) et de son épouse Marthe Levaditi (fille du Pr Constantin Levaditi et petite-fille du Pr Constantin Istrati, d'origine roumaine).
Michel Schneider est le père de François Schneider, chercheur en science de l'environnement et de Vanessa Schneider, journaliste et romancière.
Par sa sœur Marie-Christine Schneider, mannequin, il est l'oncle maternel de l'actrice Maria Schneider, rendue célèbre en 1972 par son rôle dans Le Dernier Tango à Paris, film de Bernardo Bertolucci. Maria vivra quelques années chez lui.

## Controverses

### Propos concernant l'homosexualité
« Après le PACS, le mariage n’est qu’une étape vers l’homoparentalité. J’y suis opposé. […] L’enfant n’est pas produit pour satisfaire le comblement narcissique de ses parents. Cela arrive dans les couples hétérosexuels. Mais pourquoi faudrait-il que ceux qui n’ont su trouver leur identité et leur place dans la différence des sexes érigent leur symptôme en norme sociale ? »

« On a envie de dire, Mesdames, si vous voulez avoir des enfants, il y a un moyen très simple, très économique, qui ne coûte rien à personne, c’est le rapport sexuel avec un homme en chair et en os. Pourquoi avoir besoin de PMA ? Pourquoi vouloir être mère quand on a choisi un mode de sexualité qui l’interdit ? »

## Publications

### Psychanalyse
- Blessures de mémoire, Gallimard, 1980, coll. « Connaissance de l'inconscient »
- Voleurs de mots : essai sur le plagiat, la psychanalyse et la pensée, Gallimard, 1985, coll. « Connaissance de l'inconscient »  (ISBN 2-07-070 501-3)
- Lacan : les années fauve, Presses universitaires de France, 2010, coll. « Fil rouge »  (ISBN 978-2-13-058554-1)

### Récit
- Bleu passé, Gallimard, 1990

### Romans
- Je crains de lui parler la nuit, Gallimard, 1991
- Comme une ombre, Grasset, 2011
- Amour suite et fins, Alma éditeur, 2015

### Sur la musique
- Prima donna, Odile Jacob, 2001
- Musiques de nuit, Paris, éditions Odile Jacob, 2001, 352 p. (ISBN 273810942X, OCLC 48098706, BNF 37219315)
- Voix du désir. Eros et opéra, Buchet-Chastel, Paris 2013, 234 p.,  (ISBN 978-2-283-02703-5)

### Essais biographiques
- 1988 : Glenn Gould, piano solo : aria et trente variations, éditions Gallimard, coll. « L'un et l'autre »  (ISBN 2-07-038 841-7)
- 1989 : La Tombée du jour : Schumann, éditions du Seuil, coll. « La librairie du XXe siècle »  (ISBN 2-02-010 882-8)
- 1991 : Un rêve de pierre : Le Radeau de La Méduse : Géricault, Gallimard
- 1999 : Maman, Paris, Gallimard, coll. « L'un et l'autre »  (ISBN 2-07-031 946-6) ; édition de poche, Gallimard, coll. « Folio », 2005
- 2003 : Morts imaginaires, Gallimard  (ISBN 2-07-031 462-6) Prix Médicis essai 2003
- 2005 : Schumann : les voix intérieures, Paris, Gallimard, coll. « Découvertes Gallimard/Arts » (no 481)  (ISBN 2070308677)
- 2006 : Marilyn, dernières séances (Marilyn Monroe), éditions Grasset  (ISBN 2246703719) Prix Interallié 2006 ; Globes de cristal 2007 : meilleur roman
- 2014 : L'Auteur, l'autre : Proust et son double, Gallimard, 2014 Prix de la Madeleine d'or 2015
- 2022 : Marilyn, les amours de sa vie, éditions Nami  (ISBN 2493816080)

### Réflexions politiques et sociologiques
- 1993 : La Comédie de la culture, éditions du Seuil
- 2003 : Big Mother, éditions Odile Jacob  (ISBN 2-73-811 085-1)
- 2007 : La Confusion des sexes, Flammarion, coll. « Café Voltaire »  (ISBN 978-2-08-069019-7)
- 2013 : Miroir des princes, Flammarion, coll. « Café Voltaire »  (ISBN 978-2-08-129951-1)
- 2017 : Écrit dans le noir, Buchet/Chastel  (ISBN 978-2-283-03032-5)

### Radio
- « Les grandes traversées / Moi, Marilyn », série d'émissions produites par Michel Schneider pour le programme d'été 2012 de France Culture